# Thomas A. DuBois
Thomas A. DuBois é folclorista, estudioso da cultura Sámi e professor da Universidade de Wisconsin-Madison.

## Pessoal
DuBois é casado com Wendy Vardaman, uma ex-poeta laureada de Madison, Wisconsin.

## Carreira
Thomas A. DuBois recebeu seu Ph.D. no Folklore e Folklife da Universidade da Pensilvânia em 1990. Ele ensinou na Universidade de Washington de 1990 a 1999. Enquanto esteve lá, ele fundou o Programa de Estudos Finlandês no Departamento de Estudos Escandinavos e ajudou a iniciar o programa de Estudos Bálticos do departamento. Em 2000, DuBois mudou-se para a Universidade de Wisconsin-Madison. Ele é professor no Departamento de Estudos Escandinavos, bem como no Departamento de Literatura Comparada e Estudos Folclóricos. DuBois também atuou como diretor do Programa de Estudos Religiosos. Seus interesses de pesquisa incluem folclore e identidade na região nórdica, particularmente em relação às culturas finlandesa, sami e sueca. DuBois também pesquisa a região do Báltico e o contexto cultural mais amplo do norte da Europa, bem como as relações culturais celtas-escandinavas. DuBois escreveu, editou ou co-editou vários livros e publicou artigos em jornais como Journal of American Folklore, Journal of Finnish Studies, Scandinavian Studies e Oral Tradition.
Em 2013 e 2014, DuBois atuou como Presidente da Sociedade para o Avanço do Estudo Escandinavo.
Ele é o editor da série Folclore da Região Nórdica-Báltica, publicada pela Welsh Academic Press. Juntamente com James P. Leary, ele atuou como co-editor do Journal of American Folklore. de 2011 a 2015.
DuBois também traduziu para o inglês "An Account of the Sámi", de Johan Turi, o primeiro livro secular já escrito na língua Sámi. A tradução foi publicada em 2011.

## Prêmios
- Em 2011, DuBois recebeu um doutorado honorário da Universidade de Umeå em Umeå, Suécia.[9]
- Em 2012, ele ganhou um prêmio Kellet da Universidade de Wisconsin-Madison.[10]
- Em 2016, ele foi indicado como membro estrangeiro da Academia Finlandesa de Ciências e Letras[11]

## Trabalho
- DuBois, Thomas (1995). Finnish Folk Poetry and the Kalevala. Routledge. [S.l.: s.n.] ISBN 978-0815319757
- DuBois, Thomas (1999). Nordic Religions in the Viking Age. University of Pennsylvania. [S.l.: s.n.] ISBN 978-0-8122-1714-8
- DuBois, Thomas (2000). Finnish Folklore. Finnish Literature Society in association with the University of Washington Press. [S.l.: s.n.] (co-authored with Leea Virtanen)
- DuBois, Thomas (2006). Lyric, Meaning, and Audience in the Oral Tradition of Northern Europe. Notre Dame University Press. [S.l.: s.n.] ISBN 978-0-268-02589-2
- DuBois, Thomas (2007). Sanctity in the North: Saints, Lives, and Cults in Medieval Scandinavia. University of Toronto Press. [S.l.: s.n.] ISBN 978-0-268-02589-2 (ed.)
- DuBois, Thomas (2009). An Introduction to Shamanism. University of Toronto Press. [S.l.: s.n.] ISBN 9780521873536
- DuBois, Thomas (2009). The Nordic Storyteller: Essays in Honour of Niels Ingwersen. Cambridge Scholars Publishing. [S.l.: s.n.] ISBN 978-1443801454 (ed. with Susan Brantly)
- Turi, Johan (2011). An Account of the Sámi. Nordic Studies Press. [S.l.: s.n.] ISBN 0-9772714-5-5. Cópia arquivada em 3 de julho de 2013 (trans.)

## Filmes
- Wiigwaasi-Jiimaan: Essas canoas carregam cultura
- Canoas de Birchbark e Arroz Selvagem